# Janseana sceptica
Janseana sceptica is een vlinder uit de familie echte motten (Tineidae). De wetenschappelijke naam van deze soort is voor het eerst geldig gepubliceerd in 1910 door Edward Meyrick.
De soort komt voor in tropisch Afrika.